# Филарет Срезновски
Преподобномученик Филарет (Прјахин) Срезновски (рођ. Јован Прјахин, 29. август 1880. село Чулково, Пронски округ, Рјазанска губернија, 7. март 1942. логор Мариински, Кемеровска област) је светитељ у лику преподобног Руске правоаславне цркве.
Рођен 29. августа 1880. године у селу Чулково Пронског округа Рјазанске губерније у породици сељака Трофима Прјахина. На крштењу је добио име Јован. Научио је да чита и пише код куће и са седамнаест година, са жарком жељом да служи Христу и Његовој Светој Цркви. Отишао је у Спаско-Пронску испосницу, која се налазила у близини града Пронска.
21. априла 1913. године замонашен је са именом Филарет, 18. августа исте године је произведен је у чин јерођакона, а 16. новембра 1914. године - у чин јеромонаха Чудотворна икона Богородице „Помоћнице грешника“, са овим ликом браћа су вршила литије по суседним селима и засеоцима. Са братијом је ишао и јеромонах Филарет у богослужењу и служио молебан. Након што су скит затворили комунисти током прогона хришћана 1919. године, отац Филарет је преселио икону у цркву у селу Срезњево, Шиловског округа, Рјазанске области, где је почео да служи.
Архиепископ Рјазански и Зарајски Венијамин (Муратовски) благословио је оца Филарета да обнови монашки обичај литија по селима са иконом, а 29. маја (11. јуна) у парохији је установљено празновање ове иконе. На тај дан у село је дошло до осам хиљада ходочасника и до двадесет свештеника. Године 1926. отац Филарет је уведен у чин игумана. Јула 1930. године Рјазанско одељење ОГПУ обавестило је своје руководство у Москви да је у селу Срезњево Шиловског округа 11. јуна, поводом крсне славе. дошло је до масовног прилива ходочасника – укупно око осам хиљада људи. Овако велики скуп, како се испоставило, објашњава се чињеницом да у селу Срежњево свештеник служи извесни Филарет. Прелиминарним појашњењем је утврђено да Филарет, имајући „чудотворну икону“, обавља свакодневне молитве и друге врсте служби у којима учествује више свештеника монаха и монахиња. 11. јуна ове године, на празник у селу Срезњеву, било је до двадесет свештеника и до двеста монашких елемената. Службе су се одвијале три дана... У периоду масовне колективизације, ходочашће сељака из околних села и засеока, углавном жена, било је нарочито велико, примећено је и да се након сусрета са Филаретом нису придружили колективу фарме. Окружно одељење ОГПУ је предузело низ хитних мера да паралише Филаретову делатност...”  Пре него су комунистичке власти  покренуле хапшења свештенства, монаштва и мирјана, Филарет је упозоравао све који су долазили у његову цркву да се моле да се приближава време његовог заточеништва. И сам се давно припремио за то, а на зиду му је увек висила врећа платна. 31. маја 1931. године ухапшен је игуман Филарет. Одговарајући на питања иследника, он је рекао: „Био сам у Спаском манастиру двадесет година... Догађаји убиства цара Николаја II шокирали су наш манастир, свима је било јако жао... 1919. године наш манастир је растурен. Имовина је опљачкана, а у зградама су смештене разне установе... Сви монаси и искушеници су се разбежали у разним правцима, на све стране... Истовремено су уништени и мушки и женски манастири... Сви монаси. а монахиње су се насељавале крај цркава у црквеним портама и биле верне следбенице Христове... Ја сам непријатељ совјетске власти, пошто совјетска власт увек иде против Православне Цркве и вере.“ 12. новембра 1931. године , Колегијум ОГПУ осудио је игумана Филарета на пет година логора, а он је послат да гради Беломорско-Балтички канал. По истеку затворске казне, отац Филарет се вратио у Рјазањ 1936. године, дошао код архиепископа. Јувеналија (Масловског). Ом му је саветовао да напусти град и оде у Твер, где он, неће бити толико приметан локалним властима, а тамо ће бити мирнији. Игумен Филарет је отишао у Твер, где је упознао свештеника цркве Новерцхески. који му је помогао да пронађе стан у граду, у којем је живео око две године, а затим се преселио код далеког рођака који је живео у селу Трубино, округ Медновски. Док је отац Филарет живео у Тверу, посетио је храм у част иконе Богородице Горућег бусена, где је тада служио Архиепископ Тверски Тадеј (Успенски), а после хапшења и затварања храма отац Филарет је дошао из село Трубино до Твера да се помоли у последњем отвореном храму, који се налази на Волинском гробљу, где је служио епископ Паладије (Шерстеников), који је заменио ухапшеног архиепископа Тадеја. Епископ Паладије је 1938. године позвао игумана Филарета да заузме упражњено место свештеника у селу Конаково, где је одмах отишао, али су конаковске власти одбиле да му дају регистрацију и он се вратио у Трубино августа 1939. године. Приликом хапшења у Тверу, ухапшен је и епископ Паладије. Када је 28. августа игуман Филарет дошао да се помоли у храму на празник Успења Богородице, пришао му је ђакон и рекао да су дошли службеници НКВД-а који желе да га ухапсе, а ђакон му је саветовао да одмах бежи. Отац Филарет је заједно са рођаком код којег је живео и који је такође дошао да се помоли, напустио град кроз шумицу и дошао у село Трубино. Исте вечери отац Филарет је ухапшен и одведен у затвор у граду Тверу.
Саслушања су настављена три месеца. Током свих испитивања, отац Филарет је категорички одбијао да призна кривицу. А онда су му истражитељи предочили изводе из сведочења епископа Паладија, који је, ступивши у блиску сарадњу са истражитељима, пристао да потпише лажно сведочење и у обрачуну покаже да је игуман Филарет припадник антисовјетске монархистичке групе.
Посебна скупштина НКВД-а је 4. марта 1940. године осудила оца Филарета на три године принудног рада. Игуман Филарет је умро 7. марта 1942. године у Ново-Ивановском огранку логора Мариински у Кемеровској области и сахрањен је у непознатом гробу.
Православна црква помиње преподобног Филарета 10 / 23 јуна су Сабору Рјазанских светитеља, 27. фебруара / 11. март и 7. март (22. фебруар) у непреступној години 6. март (22. фебруар) у преступној години, 27. јануар / 9. фебруар у Сабору новомученика и исповедника Цркве и 18/31 август у Сабору кемеровских светитеља.